# Chauliodoniscus coronatus
Chauliodoniscus coronatus là một loài chân đều trong họ Haploniscidae. Loài này được Leese & Brenke miêu tả khoa học năm 2005.